# 海洋异食琼脂菌
海洋异食琼脂菌（学名：Aliagarivorans marinus）是异食琼脂菌属的下属物种。此物种是一种革兰氏阴性、兼性厌氧、异养、运动性、产琼脂糖、嗜盐、氧化酶阴性、过氧化氢酶阳性且嗜温的杆状细菌。此物种用单极鞭毛运动。此物种最早从台湾台南安平港浅海区收集的海水样本中分离出来。